# Itinera Institute
L'Itinera Institute est un think tank indépendant basé à Bruxelles (Belgique) et qui se donne pour mission de promouvoir "des chemins de réformes vers une croissance économique et une protection sociale durables, pour la Belgique et ses régions." Itinera a été fondé le 13 mars 2006 par le Professeur Marc De Vos de la Gent Universiteit, actuellement directeur de l'institut.  

## Spécialistes
L'institut est composé d'un panel d'experts dont Marc De Vos (directeur), Jean Hindriks de l'UCL, Johan Albrecht, Ivan Van de Cloot et François Daue. De nombreux autres experts collaborent régulièrement sur des recherches ou rapports publiés par l'institut. 

## Thèmes et publications
Les études d'Itinera se concentre sur neuf thèmes centraux :
- Économie
- Éducation et innovation
- Emploi
- Énergie & environnement
- Gouvernement & fiscalité
- Soins de santé
- Migration & intégration
- Pauvreté & inégalité
- Vieillissement et pensions

Quelques rapports importants ont été publiés sur ces sujets dont récemment : Au-delà de Copernic: De la confusion au consensus ?, D'une sécurité de l'emploi vers une sécurité du travail sur le marché du travail belge et L'avenir des soins de santé: Diagnostic et Thérapies.
En marge de ses rapports, les experts d'Itinera publient régulièrement des articles sur des questions et challenges socio-économiques qui touchent la Belgique. Leurs interventions dans la presse couvrent des sujets aussi divers que la réglementation des rémunérations, la politique environnementale, ou encore la maîtrise du déficit budgétaire. L'Itinera Institute publie un rapport en défaveur de l'allocation universelle et un autre appelant à freiner la hausse de la pension moyenne (retraite).

## Orientation politique
Itinera se présente comme un institut indépendant, ni financé par des partis politiques ou structures gouvernementales ni par des lobbys d'intérêts.